# Ốc sên Kerry
Ốc sên Kerry hay Ốc sên đốm Kerry, (danh pháp hai phần: Geomalacus maculosus) là một loài ốc sên thở bằng không khí trên cạn kích thước trung bình đến lớn. Nó là loài động vật thân mềm trong họ Arionidae.
Con trưởng thành có kích thước 7–8 cm (2,8–3,2 in) và có màu xám sẫm hoặc đen với các đốm vàng. 

## Hình ảnh

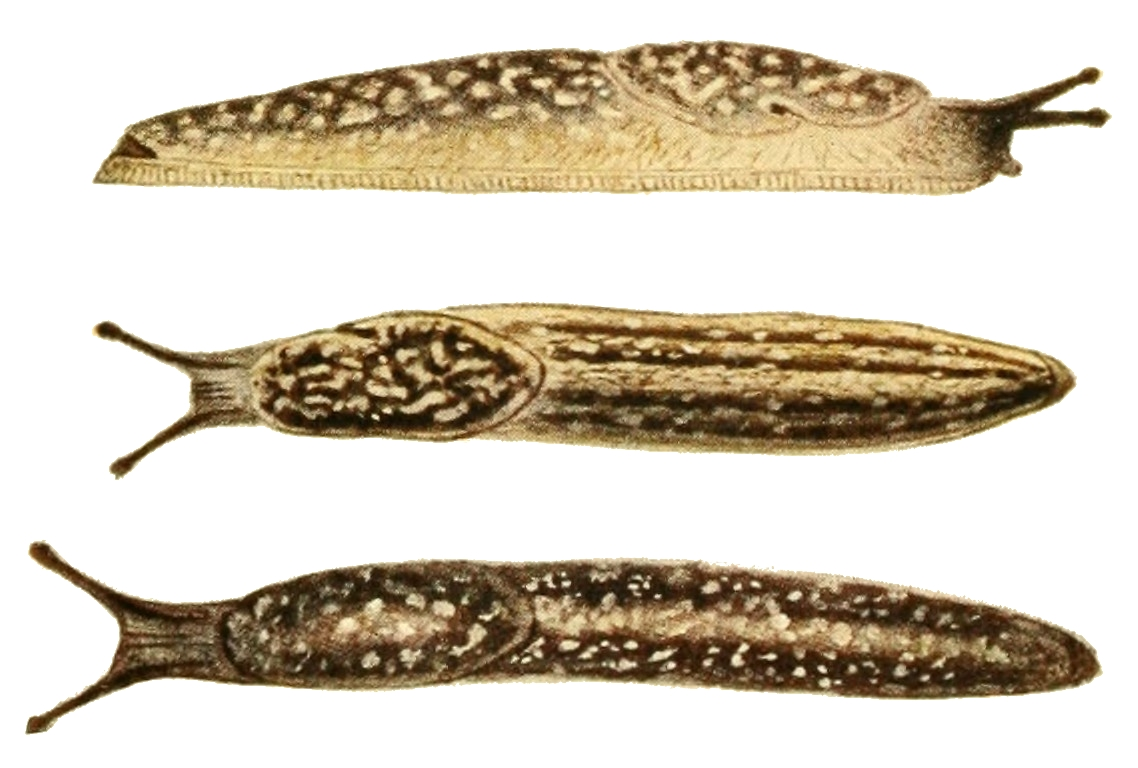
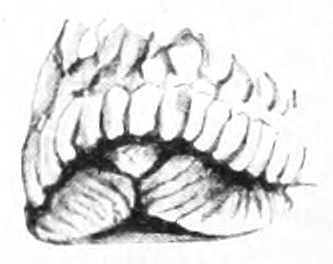
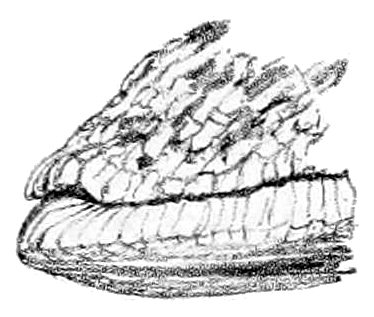
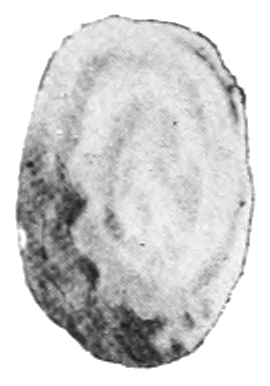